# Filippo III di Spagna
Filippo III di Spagna (in spagnolo Felipe III; Madrid, 14 aprile 1578 – Madrid, 31 marzo 1621), noto anche come Filippo il Pio (Felipe el Piadoso) fu il terzo re di Spagna e il 19º re del Portogallo e Algarve come Filippo II (in portoghese: Filipe II) dal 1598 fino alla sua morte.

## Biografia

### Infanzia ed educazione
Nato a Madrid il 14 aprile del 1578, era il figlio ultimogenito di Filippo II di Spagna e della sua quarta moglie, la nipote Anna d'Austria, arciduchessa d'Austria, figlia dell'imperatore Massimiliano II. Prostrato dalla dolorosa vicenda del suo figlio primogenito, Don Carlos, la cui condizione mentale era stata gravemente compromessa dalle lotte continue tra le fazioni all'interno della corte asburgica, Filippo II decise di prestare maggiore attenzione all'educazione dei suoi figli nominando come loro precettore Juan de Zúñiga.
A seguito della morte dell'altro figlio Don Diego, Filippo II nominò quali tutori dell'unico figlio superstite, Filippo appunto, García de Loaysa y Girón (1534-1599; teologo, filosofo, scrittore, membro dell'Inquisizione, dal 1598 arcivescovo di Toledo) e Cristóbal de Moura y Távora (1538-1613; noto in portoghese con il nome di Cristóvão de Moura e Távora; aristocratico portoghese e consigliere di Filippo II, in seguito primo marchese di Castelo Rodrigo) scegliendoli con cura tra le persone di sua fiducia in modo da dare al figlio un'educazione coerente e stabile. Oltre ai tutori fu estremamente importante nell'educazione del principe l'influenza di Padre Juan de Mariana che suggerì al re la necessità di mirare alla formazione della personalità più che della cultura del figlioletto per evitare che divenisse tirannico o eccessivamente influenzabile.
Sotto la guida dei suoi precettori, il principe apprese il latino, il francese, il portoghese e forti rudimenti di astronomia. Molti fecero notare che Filippo fosse meno dotato e competente negli affari di governo rispetto al fratellastro maggiore, Don Carlos e dimostrasse una debole costituzione fisica; i contemporanei lo descrissero comunque dinamico, buono e sincero, pio, vivace e con una pacifica disposizione d'animo. In ragione a ciò gli storici sottolineano che, al di là delle competenze linguistiche, l'intelligenza del futuro re di Spagna, fosse limitata né che i precettori l'avessero coltivata, per quanto il futuro sovrano, nella corrispondenza con le figlie, si dimostrasse cauto e prudente, dando loro consigli su come affrontare gli intrighi a corte.
Oltre ai suoi precettori in questi anni divenne importante la figura di Francisco Gómez de Sandoval y Rojas, duca di Lerma, che, gentiluomo di camera del re, divenne ben presto amico intimo del principe Filippo, nonostante la diffidenza dello stesso Filippo II, che considerava l'amico del figlio inadatto e una cattiva influenza. Per tale motivo, Filippo II, nel 1595, nominò il duca di Lerma viceré di Valencia in modo da allontanarlo dal figlio, ma in seguito il duca, accusando gravi problemi di salute, chiese il ritorno a Madrid, ottenuto due anni dopo.
Filippo II, la cui salute sempre più declinava, allora, cercò di rafforzare la posizione di de Moura e di de Loaysa (che fu nominato arcivescovo) in modo che potessero bilanciare l'influenza di Lerma e a loro affiancò un nuovo confessore, proveniente dai domenicani. L'anno seguente Filippo II morì a seguito di un cancro lasciando l'intero impero al figlio, che ascese al trono di Spagna con il nome di Filippo III.

### Matrimonio
Nel 1599, Filippo III sposò la procugina, Margherita d'Austria-Stiria, sorella del futuro Ferdinando II d'Asburgo, la quale assunse sin dall'inizio un notevole ascendente sul re.. La Regina Margherita era considerata dai contemporanei come estremamente religiosa, anche bigotta, abile e astuta nei suoi rapporti politici per quanto malinconica a causa dell'eccessiva influenza del duca di Lerma sul marito. Ella, infatti, come Filippo II, considerava il duca come un incapace dalla pessima influenza sulla corte e sulla politica madrilena e continuò a osteggiarlo fino alla sua morte, nel 1611 (il duce morirà invece nel 1625).
La relazione tra i coniugi fu molto stretta e affettuosa, specialmente dopo che ella diede al marito un figlio maschio nel 1605. Oltre a Margherita su Filippo ebbe una notevole influenza sua zia Maria, imperatrice del Sacro Romano Impero e la di lei figlia Margherita, le quali indussero il re a sostenere senza compromessi la Chiesa cattolica e l'arciduca Ferdinando d'Asburgo, per il quale ottennero forti sostegni finanziari a partire dal 1600. Con l'appoggio della moglie e delle altre congiunte, divennero importanti le figure di Padre Juan de Santa Maria - confessore alla figlia di Filippo, Maria Anna e della suora Mariana de San Jose, i cui ruoli furono importanti negli ultimi anni di vita dello stesso Filippo.

### Regno

#### Burocrazia spagnola

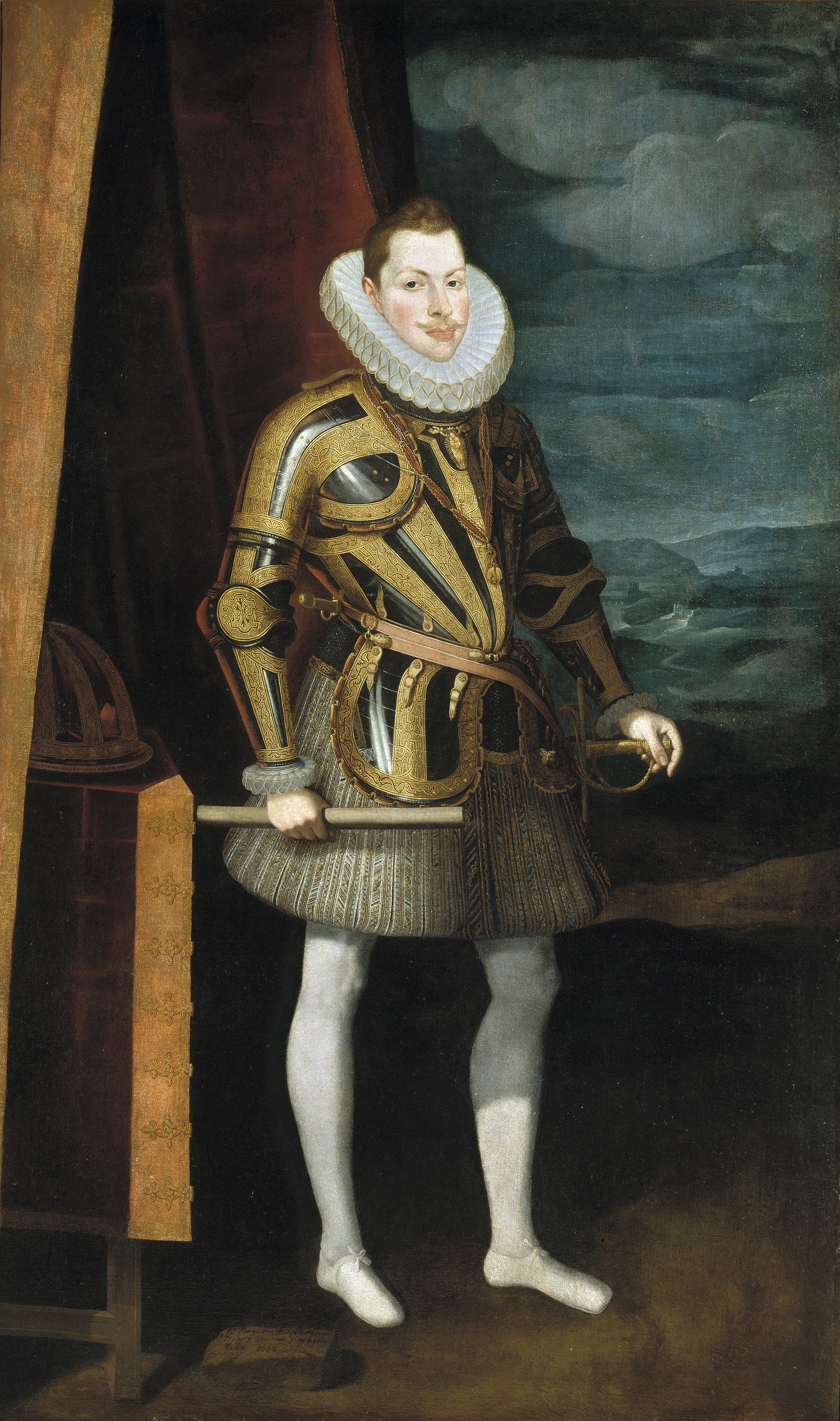
Filippo III di Spagna giovane regnante in un ritratto del 1604

Filippo III aveva ereditato il sistema amministrativo dal padre Filippo II, il quale aveva fatto di Madrid il centro del proprio impero. Al vertice di tale sistema ovviamente si trovava la corona in capo, dalla quale dipendevano diversi consigli collegiali. I più importanti erano il Consiglio di Stato e il Consiglio di guerra, che avevano competenze generali sull'intero impero,a cui si affiancavano sei consigli incaricati di amministrare determinate aree sottoposte alla corona (Consiglio della Castiglia, delle Indie, della corona Portoghese, delle Fiandre, di Italia, dell'Aragona) e da quattro consigli specializzati in alcune materie: inquisizione, ordini militari, finanze e delle imposte per le Crociate.
     Territori di competenza del Consiglio di Castiglia
     Territori di competenza del Consiglio d'Aragona
     Territori di competenza del Consiglio del Portogallo
     Territori di competenza del Consiglio d'Italia
     Territori di competenza del Consiglio delle Indie
     Territori di competenza del Consiglio delle Fiandre

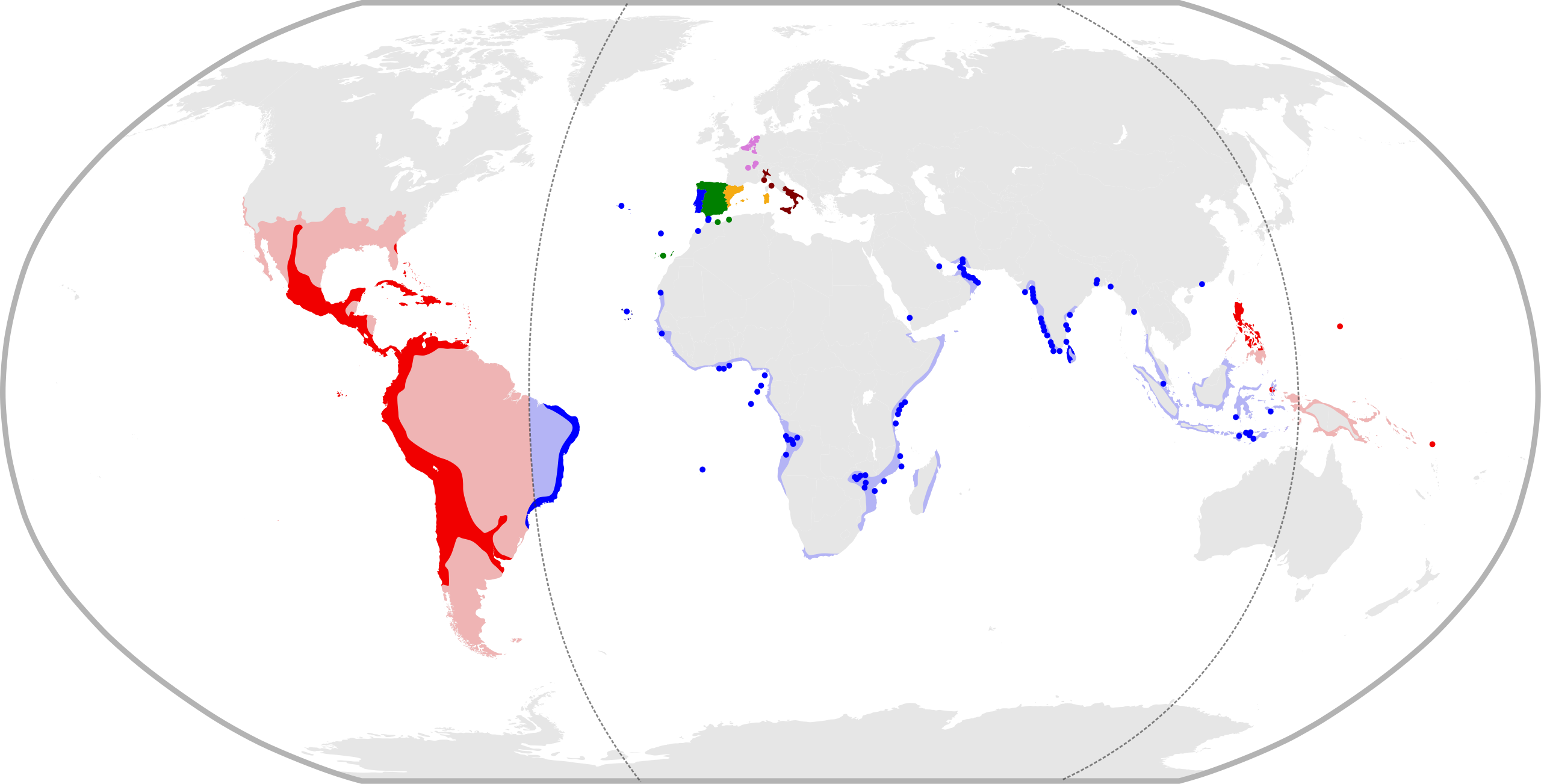
L'Impero spagnolo nel 1598.
Territori di competenza del Consiglio di Castiglia
Territori di competenza del Consiglio d'Aragona
Territori di competenza del Consiglio del Portogallo
Territori di competenza del Consiglio d'Italia
Territori di competenza del Consiglio delle Indie
Territori di competenza del Consiglio delle Fiandre

Negli ultimi anni di regno Filippo II integrò i consigli con commissioni autonome le juntas tra le quali occorre ricordare la giunta della notte, lo strumento con cui Filippo II esercitò la propria autorità durante la sua malattia. Punto focale della politica di Filippo II fu da un lato l'affidamento di cariche di servizio e di governo alla piccola nobiltà degli Hidalgo allo scopo di bilanciare con essi l'eccessivo potere economico e politico del clero e dei Grandi e dall'altro l'esercizio di un fortissimo controllo su costoro tale da non delegare ai membri del consiglio quasi nulla del lavoro di ufficio.
La conseguenza di tutto ciò fu un forte accentramento nelle mani del sovrano che generò un rigido appesantimento della macchina amministrativa incentrata sul ruolo del sovrano come primo funzionario del regno incaricato della sua amministrazione sin dei minimi dettagli; un ruolo cui Filippo III non era adatto. Tale macchina quindi si basava su due presupposti: che il re la conoscesse a fondo e sapesse servirsi degli ingranaggi e che esercitasse un costante controllo; qualità di cui Filippo III difettava, per quanto fosse avviato all'amministrazione dello stato dal padre sin dall'età di 15 anni.

#### Amministrazione di Filippo III
L'amministrazione di Filippo III sembra essere stata influenzata da diversi fattori che la differenziarono profondamente rispetto a quella del suo predecessore. In primo luogo, a differenza del padre, Filippo III sembrò interessarsi all'Irenismo, alle dottrine umanistiche, oltre che alla teoria di Machiavelli.; il ruolo di scrittori, come Girolamo Frachetta, fu essenziale per concepire una definizione conservatrice dalla 'ragion di stato' incentrata sulla prudenza e su una stretta obbedienza alle leggi e ai costumi dei paesi dell'impero.
In secondo luogo, Filippo III condivise l'idea dell'amico, il duca di Lerma, che l'esclusione della grande nobiltà dalla burocrazia avesse causato forti conflitti negli ultimi anni del governo di Filippo II e questo fece venire meno il contrappeso della piccola nobiltà sul potere economico dei Grandi di Spagna. Infine, per via della sua personalità debole e della sua amicizia con Lerma, Filippo III esercitò un controllo più debole sull'apparato burocratico preferendo delegare vaste competenze al Duca, indebolendo il ruolo della corona.

### Valimientodel Duca di Lerma

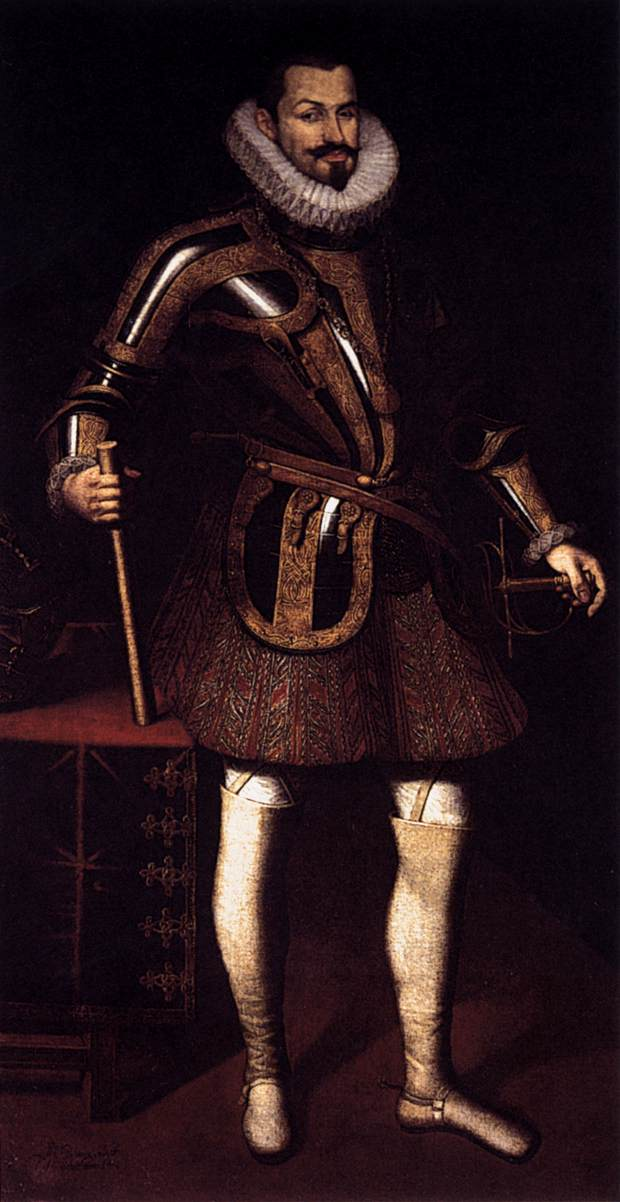
Francisco Gómez de Sandoval y Rojas, duca di Lerma

La differenza dei metodi di Filippo III rispetto a quelli paterni si vide all'ascesa al trono quando, conferendo a Francisco Gómez de Sandoval y Rojas il titolo di Duca di Lerma, lo nominò valido, ovvero suo favorito. Con tale titolo il sovrano dispose che tutte le pratiche amministrative sarebbero state esaminate da Lerma prima di giungere a lui medesimo e riguardo a ciò un duca commentò che questi era divenuto la porta d'accesso al re. Di fatto, con tale conferimento, Filippo III delegò l'intero svolgimento delle pratiche amministrative al suo favorito, riservandosi un blando compito di sovrintendenza, tanto che conferì a Lerma la facoltà di convocare egli stesso e su propria istruttoria i consigli.
Infine, nel 1612, il re, subito dopo la morte della moglie, che sempre aveva osteggiato il Valido, impose ai consigli di obbedire a Lerma come se avessero di fronte lui stesso. Nonostante tali deleghe, il ruolo di Lerma non fu così attivo come potrebbe sembrare; infatti egli, non particolarmente energico e zelante, non era in grado di imporsi a gran parte delle azioni di governo e si limitava a presiedere il consiglio di stato che trattava solo gli affari più importanti della monarchia, lasciando quindi un ampio spazio per una maggiore professionalizzazione dei consigli territoriali o di materia.
Tale sistema di governo divenne progressivamente sempre più impopolare, in primo luogo perché contrastava con l'idea radicata nel popolo per cui il re dovesse esercitare la sua autorità personalmente, in secondo luogo per via del nepotismo del duca di Lerma. Questi, infatti, approfittò dell'ascendente sul re per promuovere propri parenti o amici alle cariche di governo, escludendo altri, anche se ciò contrasta con l'immagine dello stesso duca, il quale evitò con ogni mezzo apparizioni pubbliche o di sottoscrivere i documenti pubblici con il proprio nome, in modo da evidenziare il suo status di servitore fedele dell'autorità regia.

#### Situazione nelle Fiandre e in Italia
L'assenza di una leadership forte a Madrid, unitamente alle già forti difficoltà di comunicazione tra i diversi tronconi dell'Impero spagnolo, rese più evidente un processo, già presente negli ultimi anni di Filippo II, tale per cui i governatori periferici assunsero maggiore importanza a discapito dell'amministrazione centrale. Infatti Filippo II aveva lasciato in eredità i suoi territori rimanenti nei Paesi Bassi a sua figlia, l'Infanta Isabella Clara Eugenia, e al di lei marito, l'arciduca Alberto d'Austria, alla condizione che, se fosse morta senza eredi, la provincia sarebbe tornata alla corona spagnola.

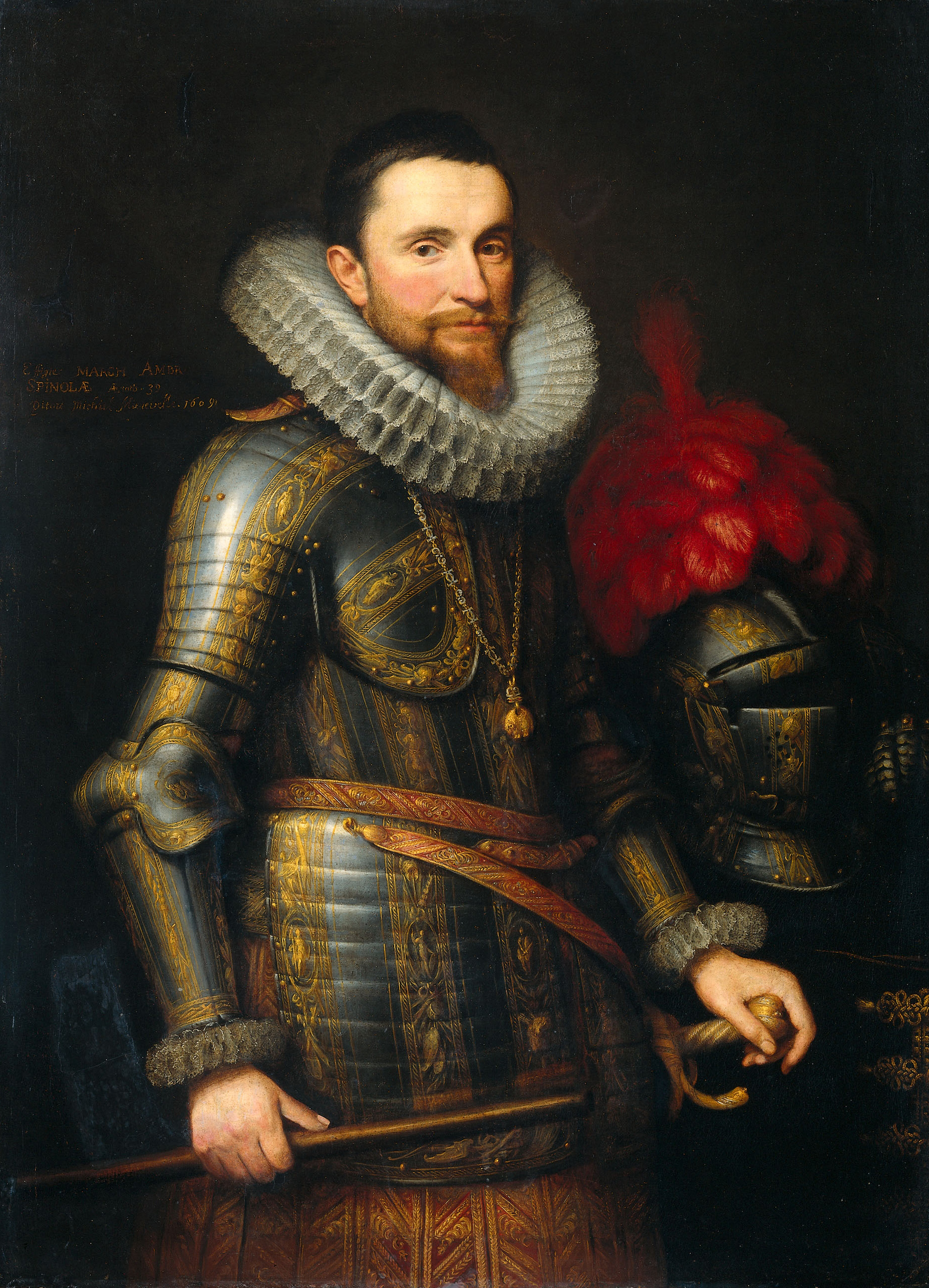
Ambrogio Spinola, marchese di Balbases

Essendo morti i figli della coppia, divenne chiaro che Filippo III avrebbe esercitato la propria politica per tramite dei volitivi arciduchi, ma con la consapevolezza che la corona sarebbe tornata a lui. Tale politica ebbe un suo promotore: il generale genovese Ambrogio Spinola. Costui, infatti, nominato comandante in capo dell'Armata di Fiandra, dimostrò ben presto il suo valore nell'assedio di Ostenda del 1603 e progressivamente cominciò ad adottare una politica sempre più autonoma dalle direttive di Madrid, tanto da ottenere vittorie militari senza il finanziamento della corte
Il duca di Lerma era incerto sulla questione; da un lato disprezzava il rango di Spinola e riteneva che potesse costituire una minaccia al suo potere, dall'altro aveva un disperato bisogno di un buon generale per tenere a bada gli Olandesi e, del resto, il potere di Spinola nella regione era così vasto che nel 1618, senza consultarsi con Madrid, intervenne in Renania in modo da tagliare i Paesi Bassi in due, meritando perciò il soprannome di "ragno nella ragnatela"

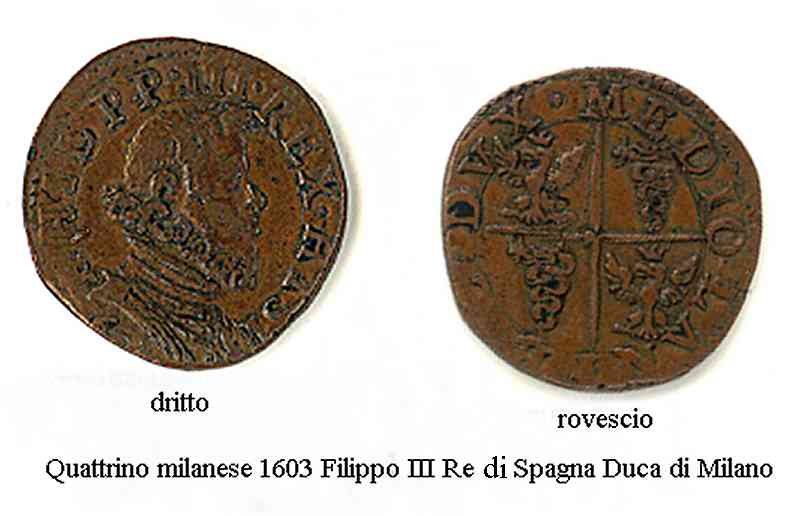
Quattrino milanese del 1603 - Filippo III di Spagna Duca di Milano

In Italia emerse una situazione analoga: il governatore del Ducato di Milano, Pedro Enríquez de Acevedo, conte di Fuentes, senza consultare Madrid pose in atto una politica filo-papale, invadendo nel 1607 la Repubblica di Venezia; alla sua morte tale politica fu continuata dai suoi successori, in particolar modo da Pedro Álvarez de Toledo, marchese di Villafranca. Nel Vicereame di Napoli, il duca di Osuna, che aveva sposato una parente del duca di Lerma, agì in modo analogo, anche se con risultati disastrosi rispetto a Spinola.
Egli, infatti, con l'appoggio del marchese di Bedmar, ambasciatore spagnolo a Venezia, impose pesanti tasse allo scopo di armare un poderoso esercito e una forte marina da guerra da scagliare contro la Repubblica di Venezia durante la tentata congiura che avrebbe dovuto rovesciarne il governo. Oltre a tale fallimento, le tasse esacerbarono i napoletani e, quando Osuna proibì a una deputazione di riferire a Filippo III, questi si ribellarono. Il duca di Osuna perse il potere una volta caduto il suo protettore, Lerma, ma la situazione precaria a Napoli aveva compromesso i piani di Madrid in Germania.

#### Caduta del duca di Lerma
Progressivamente il potere del duca di Lerma iniziò a indebolirsi: il nepotismo aveva alienato al duca numerosi consensi a corte, il suo arricchimento personale lo rese inviso al popolo, i suoi debiti e le sue folli spese iniziarono a impensierire il suo stesso figlio Cristóbal de Sandoval y de la Cerda, duca di Uceda; infine, padre Luis de Aliaga, confessore di Filippo, e Juan de Santa Maria, confessore della figlia del re e ex cliente della defunta regina Margherita, avevano cominciato a esercitare una pressione personale e religiosa allo scopo di convincerlo a modificare i suoi metodi di governo..
In un primo momento Filippo III rimase vicino all'amico e nel 1618 riuscì a convincere papa Paolo V a concedergli il cardinalato, ma il suo potere ormai stava venendo meno. Infatti, quello stesso anno, il duca di Uceda, per tutelare i propri interessi, si alleò con Don Baltasar de Zúñiga y Velasco, il cui nipote, Gaspar de Guzmán y Pimentel, era vicino al principe ereditario, Filippo.
Lerma partì per la sua sede ducale e per sei settimane Filippo non agì, fino all'ottobre dello stesso anno quando, con un decreto, impose all'amico di rinunciare ai poteri, annunciando che d'ora in avanti avrebbe governato di persona. Il duca di Uceda, pur senza il potere del padre, mantenne una certa influenza a corte, mentre Baltasar de Zúñiga divenne ministro degli esteri; l'unica vittima fu il segretario di Lerma, Rodrigo Calderón, che, sospettato di aver ucciso con un sortilegio la regina Margherita nel 1611, fu torturato e in seguito ucciso per mano del soldato Francisco de Juaras.

### Politica interna
Filippo III aveva ereditato dal padre un impero sterminato ma estremamente variegato, disomogeneo e con collegamenti difficili tra le varie e numerose province che lo componevano. Ogni territorio aveva conservato i propri organi giuridici distinti e autonomi tra loro per quanto soggetti alla corona spagnola e alla sua burocrazia composta dalla nobiltà castigliana che, di fatto, si comportava quale una casta dominante.
La stessa penisola iberica non era unita in un'unica entità statale, bensì risultava divisa nei diversi regni di Castiglia, Aragona, Valencia e Portogallo riuniti attraverso una unione dinastica. In conseguenza ogni territorio conservava i propri livelli di tassazione, in genere inferiore rispetto alla Castiglia, cosa che le favoriva dal punto di vista economico e commerciale mentre la posizione privilegiata della nobiltà castigliana rispetto alle altre causava continui contrasti con le province periferiche.

#### Cacciata dei Moriscos
Uno degli atti per cui è noto Filippo III fu il decreto di espulsione dei Moriscos, promulgato nel 1609 in concomitanza con la dichiarazione di una tregua nella guerra per i Paesi Bassi. I moriscos erano i discendenti di quei musulmani che si erano convertiti al cristianesimo durante la Reconquista dei secoli precedenti ma che avevano mantenuto una propria cultura, tra cui molte pratiche islamiche. Filippo II aveva fatto dell'eliminazione della minaccia islamica un elemento chiave della sua strategia nazionale, tentando nel 1560 una politica di assimilazione la quale aveva causato una rivolta decennale.
Negli ultimi anni del suo governo, Filippo II aveva rinvigorito sforzi per convertire e assimilare pacificamente i Mori anche per prevenire la minaccia ottomana ma anche dopo di ciò nel sud della Spagna erano rimasti in 200.000: l'assimilazione era fallita. L'idea di espellere completamente dalla Spagna i moriscos fu proposta da Juan de Ribera, Arcivescovo e Viceré di Valencia, le cui opinioni erano state influenti su Filippo III e del resto era agevolata dall'astio che gran parte della popolazione nutriva verso questa minoranza per via della loro particolare cultura.
Nel 1609, a seguito di una sommossa, Filippo III li accusò di collaborazionismo con i corsari barbareschi anche se dietro a ciò si trovava anche la ragione di rimpinguare l'erario con il ricavato dei sequestri, la stessa nobiltà, poi, premeva sul re, vogliosa di trarre beneficio da acquisti a buon mercato sui beni dei moriscos. Se, tuttavia, esistevano tali pressioni, non bisogna sottovalutare il ruolo che ebbe l'ansia che questa popolazione, di origini musulmane potesse a tempo debito ribellarsi, come del resto aveva già fatto, per indebolire la Spagna.
Le stime delle espulsioni variano da 275.000 ad oltre 300.000 Moriscos, costretti ad abbandonare la Spagna tra il 1609 e il 1614 mentre furono mobilitati la marina e 30.000 soldati con il compito di trasportare le famiglie a Tunisi o Marocco. Il re, inoltre, respinse l'idea, avanzata dall'arcivescovo Ribera, di destinare i bambini a lavori servili e concesse ai genitori di portare con sé i bambini di età superiore ai sette anni e dispose per gli altri adozioni tra la popolazione proibendo con gravi sanzioni la loro riduzione in schiavitù.
Sebbene tale provvedimento fosse popolare, i danni economici furono immensi, specialmente nel Regno di Valencia, in Aragona e nella Murcia: decadde l'offerta di manodopera a basso costo e il numero di locatari per i campi e gli immobili, crollò la produzione agricola tanto che la coltivazione dello zucchero e del riso dovette essere sostituita da quella del gelso bianco, della vite e dal frumento.

#### Declino economico

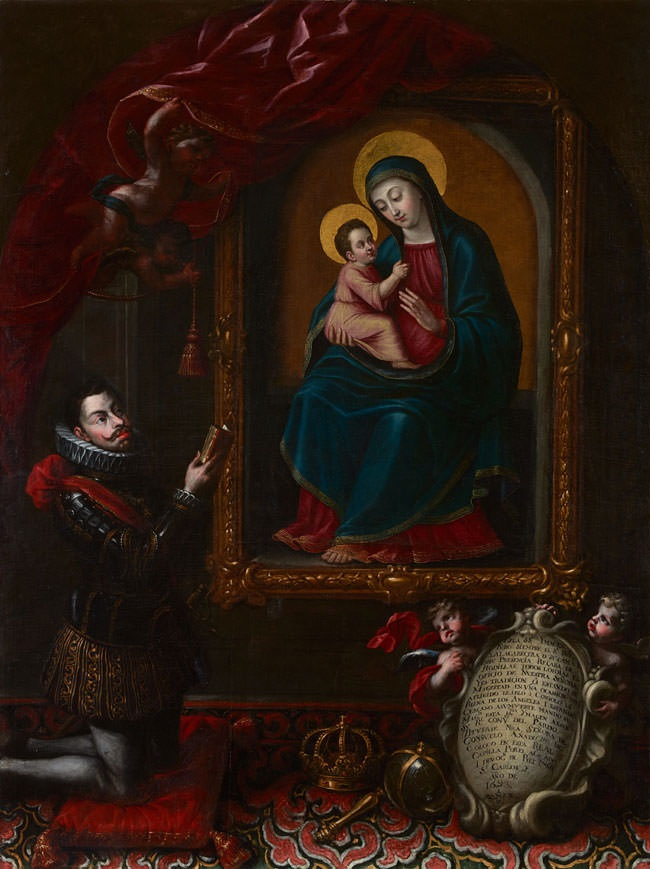
il re di Spagna Filippo III d'Asburgo in Preghiera, (Opera di Alonso del Arco)

Il Regno di Filippo III fu caratterizzato da notevoli problemi economici: a seguito di una serie di cattivi raccolti, durante gli ultimi anni del XVI secolo, generò una Carestia, la quale, a sua volta, indebolendo le difese immunitarie della popolazione, fece sorgere una terribile epidemia di peste bubbonica che uccise oltre il 10% della popolazione. Quest'epidemia fu descritta da Mateo Alemán, uno dei romanzieri moderni in Europa il quale sottolineò che essa, avendo come nucleo la Castiglia, passata attraverso l'Andalusia, afferrò l'intero paese. Di conseguenza, mentre la carestia colpì principalmente le regioni rurali, l'epidemia falcidiò le popolazioni cittadine deprimendo la domanda di manufatti e minando l'intera economia..
Finanziariamente, l'impero era in condizioni ancor peggiori: Filippo II aveva dissanguato lo stato che si trovava sotto il fardello di una precaria situazione debitoria cui si aggiungeva il fatto che lo stato poteva contare di solido solo sul regno di Castiglia. Infatti, ogni contributo fiscale alla monarchia richiedeva il consenso delle cortes e quelle di Aragona, del Portogallo, di Valencia e di Navarra, quasi sempre rifiutavano di ottemperare; nel 1616 la Castiglia (da cui inoltre dipendevano le Indie) garantiva il 65% delle spese.
Filippo III e Lerma non furono in grado di intervenire e ben presto le cortes cominciarono a legare le dotazioni di danaro a progetti specifici e vincolati alterando a loro vantaggio il rapporto tra le cortes stesse e la monarchia ed, a seguito della crisi finanziaria del 1607, le cortes imposero al sovrano di spendere il danaro secondo i piani concordati in precedenza con l'assemblea. A tale situazione si aggiunsero le forti spese assunte dalla famiglia reale allo scopo di aumentare il proprio prestigio in Europa e a causa del calo delle entrate Filippo III e Lerma decisero di emettere moneta specialmente di rame svalutando la moneta nel 1603-4, 1617 e 1621.
La svalutazione non ebbe altro effetto che accrescere l'instabilità finanziaria esacerbata dai costi per la fallita campagna olandese e nel 1607 il Re dichiarò bancarotta, ovvero la sospensione dei pagamenti. A seguito di ciò Filippo III convertì l'Asiento, ovvero i prestiti a tassi elevati garantiti dai ricavi sulle imposte sui prodotti agricoli in obbligazioni a più lungo termine e con interesse minore, i juros. Ciò produsse un effetto di breve termine ma per il futuro impedì di adottare misure analoghe e nel 1618 quasi tutti i cespiti fiscali erano impegnati presso creditori diversi. In tali condizioni divenne ancor più forte l'influenza dei banchieri genovesi, cosa che contribuì a infastidire il popolo presso cui erano noti ormai come i musulmani bianchi.

#### Mancate riforme
In questi anni, in ragione alle precarie condizioni sociali ed economiche, nacque in Spagna un forte movimento che si sviluppò attraverso il ruolo degli  arbitristas, o commentatori. Queste voci, pur diverse tra loro, cercarono di studiare a fondo i temi economici, lo spopolamento, il disordine amministrativo e la corruzione e tentarono di offrire alla monarchia, che non intendevano discutere, soluzioni.
Tuttavia, Filippo III rimase quasi sempre sordo a tali istanze limitandosi a governare rispettando gli usi e le leggi locali, i fueros, e vendendo gran parte dei possedimenti demaniali a creditori privilegiati o a nobili. Mancò il tentativo di rafforzare il ruolo dei Corregidor sul modello degli intendenti francesi, allo scopo di rafforzare i legami con la corona, essendo fortissime le opposizioni locali, e l'istituzione nel 1618, poco prima della caduta di Lerma, della  Junta de Reformación giovò a ben poco. Caduto Lerma, le istanze si rafforzarono per via dell'appoggio di Baltasar de Zúñiga fino a sfociare nei nuovi tentativi posti in atto dal Conte Duca di Olivares.

### Politica estera

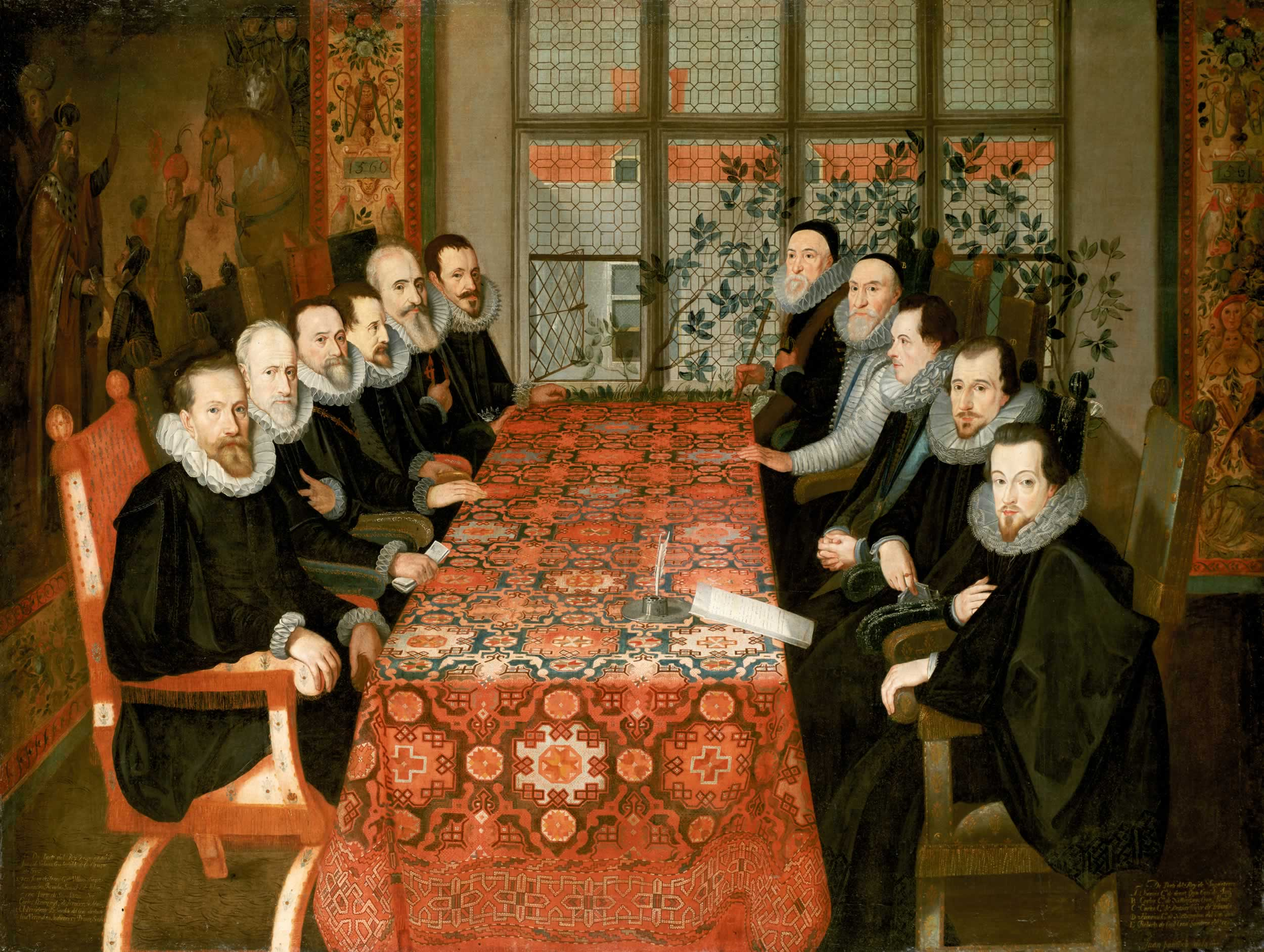
La conferenza anglo-spagnola della Somerset House, 19 agosto 1604, che pose fine alla guerra anglo-spagnola

Filippo III ereditò dal padre due conflitti: la guerra degli ottant'anni contro la ribelle Repubblica delle Sette Province Unite e la guerra anglo-spagnola, segnata dal fallimento spagnolo di piegare una potenza militarmente e finanziariamente più debole.
La politica estera di Filippo III può essere suddivisa in tre fasi. Per i primi nove anni del suo regno perseguì una serie molto aggressiva delle politiche, al fine di ottenere una 'grande vittoria', come dimostrano del resto le sue istruzioni per Lerma, al quale scrisse di condurre una guerra di sangue e ferro contro i sudditi ribelli nelle Fiandre.
Dopo il 1609, a causa della precaria situazione finanziaria, tentò di cercare una tregua, per quanto le tensioni continuassero a crescere anche per via delle politiche personali di Spinola, del conte di Fuentes, del marchese di Vilafranca e del duca di Osuna. Infine, Filippo III intervenne nelle lotte interne al Sacro Romano Impero per garantire l'elezione di Ferdinando II come imperatore, i cui preparativi furono portati avanti oltre alla ripresa del conflitto con l'Olanda a seguito della caduta di Lerma e all'ascesa di un nuovo e bellicoso entourage alla corte di Madrid.

#### Trattato di Londra
In primo luogo Filippo si pose come obiettivo quello di ottenere una decisiva vittoria nella guerra degli ottant'anni contro le province ribelli olandesi del Paesi Bassi spagnoli, attuando nel contempo una rinnovata pressione sull'Inghilterra di Elisabetta I Tudor per indurla ad abbandonare il sostegno ai ribelli. A tale scopo già Filippo II aveva provveduto a riarmare la marina spagnola ma, dopo il fallimento dell'invasione dell'Irlanda e a seguito della sconfitta nella battaglia di Kinsale, Filippo III comprese che nuove offensive navali avevano poche possibilità di successo. Solo l'ascesa al trono di Giacomo I d'Inghilterra permise la conclusione della guerra, con la firma nel 1604 del trattato di Londra.

#### Tregua dei dodici anni
Nei Paesi Bassi, Lerma intraprese una nuova strategia, mirante al ristabilimento del potere spagnolo sul lato nord dei grandi fiumi Mosa e Reno e attraverso l'intensificazione della pressione militare sulle province ribelli e una lunga guerra di logoramento economico tra i Paesi Bassi Spagnoli e la Repubblica delle Sette Province Unite. Nel 1607 la condizione di entrambi i contendenti era ormai divenuta assai precaria e Filippo III accettò di iniziare trattative per il raggiungimento di una tregua. Nel 1609 fu stipulata la "tregua dei dodici anni" con cui Filippo III ottenne ciò che voleva, ovvero tempo per riordinare i propri bilanci dissestati e la garanzia che gli olandesi avrebbero cessato le loro molestie nei confronti dell'impero coloniale ispano-portoghese.
I Paesi Bassi, invece, ottennero un riconoscimento de facto della loro indipendenza da Madrid, oltre che la possibilità di costituire il nucleo del loro impero coloniale. Nello stesso periodo, l'assassinio di Enrico IV di Francia, sostenitore della guerra contro la Spagna, provocò in Francia un periodo di instabilità, anche per via della minore età di re Luigi XIII; di ciò ne approfittarono i governatori spagnoli in Italia: Pedro Téllez-Girón, III duca di Osuna, viceré di Napoli, e il governatore di Milano, Pedro Álvarez de Toledo, V marchese di Villafranca. Costoro, infatti, tentarono di aprire un corridoio attraverso la Valtellina, allora sotto il controllo dei Grigioni, allo scopo eventuale di portare rinforzi in Germania, mentre parimenti il tentativo del duca di Osuna e del marchese di Bedmar di rovesciare la Repubblica di Venezia fallì con la scoperta del complotto.

#### Ingresso nella guerra dei trent'anni

La battaglia della Montagna Bianca, 1620, ultima vittoria della politica estera di Filippo III

Caduto il duca di Lerma, si intensificò la politica di intervento della Spagna in aiuto agli Asburgo d'Austria in modo che, una volta consolidati i loro domini in Germania, si sarebbe potuto riprendere con maggior vigore la guerra contro gli olandesi. Il conflitto verteva sull'elezione dell'imperatore del Sacro Romano Impero, il cui attuale titolare, Mattia d'Asburgo, ormai anziano, non aveva eredi. Candidato degli Asburgo d'Austria era l'arciduca di Stiria Ferdinando, mentre Filippo III complottava per assicurare anche quel trono al figlio, l'infante Filippo, temendo che un fallimento di Ferdinando potesse minare alla base il prestigio della casa d'Asburgo.

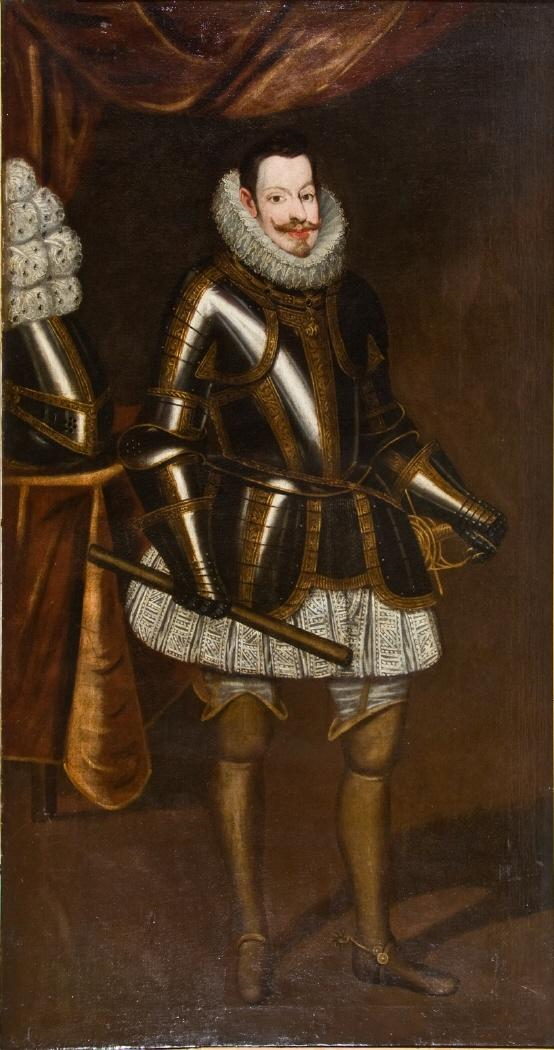
Ritratto in armatura del re di Spagna Filippo III d'Asburgo, di Bartolomé González y Serrano

Fallita la candidatura del figlio, Filippo III decise di rafforzare il suo impegno a favore di Ferdinando, in parte per via dell'influenza della moglie ormai defunta e del suo entourage ancora potente a corte, tra cui Zúñiga, che vedeva essenziale un accordo tra i due rami degli Asburgo allo scopo di garantire il futuro della Spagna, in parte per la cessione da parte di Ferdinando dei suoi possedimenti in Alsazia. Nel 1618, Alla morte di Mattia, a seguito di editti filo-cattolici della reggenza che governava in nome del non ancora imperatore Ferdinando, i praghesi si ribellarono, deposero Ferdinando e nominarono l'elettore Federico V del Palatinato loro nuovo sovrano.
Tale situazione, per certi versi, apparve di buon auspicio alla corte spagnola, la quale decise di rafforzare l'armata delle Fiandre affinché, sotto il comando di Ambrogio Spinola, potesse occupare il Palatinato che controllava il Reno, eccellente via di trasporto dei rifornimenti tra le Fiandre, la Franca Contea e i domini spagnoli in Italia. La Francia, debole, per quanto avesse inviato aiuti finanziari a Federico contro Ferdinando, era in realtà incline a rimanere neutrale e pertanto le truppe spagnole guidate da Spinola poterono avanzare nel Palatinato, mentre quelle di Johann Tserclaes, conte di Tilly, sconfissero l'esercito dei boemi ribelli nella battaglia della Montagna Bianca del 1620.

### Morte
Filippo III morì a Madrid il 31 marzo 1621, a 42 anni, e gli succedette il figlio sedicenne Filippo IV, il quale rimosse gli ultimi elementi della famiglia Lerma Sandoval dalla corte.

## Giudizio storico
Il giudizio storico non fu lusinghiero: i contemporanei lo descrissero come uomo mediocre e insignificante, un monarca miserabile, la cui sola virtù sembra risiedere in una totale assenza di vizi. Più in generale, Filippo ha sostanzialmente mantenuto la reputazione di un debole, stupido monarca che ha preferito la caccia e i viaggi al governo e, a differenza del figlio ed in una certa misura anche del nipote, le cui reputazioni sono migliorate, Filippo III, rimase trascurato probabilmente per via del ruolo di Lerma. Se, tradizionalmente, il declino della Spagna è posto a partire dal 1590, alcuni storici revisionisti sottolinearono che Filippo III mantenendo la pace con la Francia, era riuscito a consolidare e a rinforzare i domini nelle Fiandre e in Alsazia, iniziando la guerra con i Paesi Bassi in posizioni migliori rispetto al 1598. mentre alcuni studi recenti che analizzarono anche l'influenza delle donne alla sua corte pongono in una luce più sfumata il rapporto tra sovrano e valido, che, del resto, perdurò fino alla fine della casa d'Asburgo.

## Discendenza
Nel 1599 Filippo III sposò l'arciduchessa Margherita d'Austria-Stiria.
Da questo matrimonio nacquero otto figli, ma solo cinque arrivarono all'età adulta:
- Anna d'Austria (1601-1666), che sposò Luigi XIII di Francia;
- Maria d'Austria (1603-1603);
- il futuro re di Spagna Filippo IV (1605-1665);
- Maria Anna di Spagna (1606-1646), che sposò suo cugino, l'imperatore Ferdinando III d'Asburgo;
- l'infante don Carlos (1607-1632);
- Ferdinando (1609-1641), cardinale, che divenne governatore dei Paesi Bassi spagnoli;
- Margherita d'Austria (1610-1616), morta all'età di 6 anni;
- Alfonso d'Austria (1611-1612).

## Ascendenza
|                           |                        |                          | Genitori                 |  |  | Nonni |  |  | Bisnonni               |  |  | Trisnonni                |  |
|                           |                        |                          |                          |  |  |       |  |  | Filippo I di Castiglia |  |  | Massimiliano I d'Asburgo |  |
|                           |                        |                          |                          |  |  |       |  |  | Filippo I di Castiglia |  |  | Massimiliano I d'Asburgo |  |
|                           |                        | Maria di Borgogna        |                          |  |  |       |  |  | Filippo I di Castiglia |  |  |                          |  |
| Carlo V d'Asburgo         |                        |                          |                          |  |  |       |  |  | Filippo I di Castiglia |  |  |                          |  |
|                           |                        | Giovanna di Castiglia    | Ferdinando II d'Aragona  |  |  |       |  |  |                        |  |  |                          |  |
|                           |                        | Giovanna di Castiglia    | Ferdinando II d'Aragona  |  |  |       |  |  |                        |  |  |                          |  |
|                           |                        | Giovanna di Castiglia    | Isabella di Castiglia    |  |  |       |  |  |                        |  |  |                          |  |
| Filippo II di Spagna      |                        | Giovanna di Castiglia    |                          |  |  |       |  |  |                        |  |  |                          |  |
|                           |                        | Manuele I del Portogallo | Ferdinando d'Aviz        |  |  |       |  |  |                        |  |  |                          |  |
|                           |                        | Manuele I del Portogallo | Ferdinando d'Aviz        |  |  |       |  |  |                        |  |  |                          |  |
|                           |                        | Manuele I del Portogallo | Beatrice d'Aviz          |  |  |       |  |  |                        |  |  |                          |  |
| Isabella del Portogallo   |                        | Manuele I del Portogallo |                          |  |  |       |  |  |                        |  |  |                          |  |
|                           |                        | Maria di Trastamara      | Ferdinando II d'Aragona  |  |  |       |  |  |                        |  |  |                          |  |
|                           |                        | Maria di Trastamara      | Ferdinando II d'Aragona  |  |  |       |  |  |                        |  |  |                          |  |
|                           |                        | Maria di Trastamara      | Isabella di Castiglia    |  |  |       |  |  |                        |  |  |                          |  |
| Filippo III d'Asburgo     |                        | Maria di Trastamara      |                          |  |  |       |  |  |                        |  |  |                          |  |
|                           | Ferdinando I d'Asburgo | Filippo I di Castiglia   |                          |  |  |       |  |  |                        |  |  |                          |  |
|                           | Ferdinando I d'Asburgo | Filippo I di Castiglia   |                          |  |  |       |  |  |                        |  |  |                          |  |
|                           | Ferdinando I d'Asburgo | Giovanna di Castiglia    |                          |  |  |       |  |  |                        |  |  |                          |  |
| Massimiliano II d'Asburgo | Ferdinando I d'Asburgo |                          |                          |  |  |       |  |  |                        |  |  |                          |  |
|                           |                        | Anna Jagellone           | Ladislao II di Boemia    |  |  |       |  |  |                        |  |  |                          |  |
|                           |                        | Anna Jagellone           | Ladislao II di Boemia    |  |  |       |  |  |                        |  |  |                          |  |
|                           |                        | Anna Jagellone           | Anna di Foix-Candale     |  |  |       |  |  |                        |  |  |                          |  |
| Anna d'Austria            |                        | Anna Jagellone           |                          |  |  |       |  |  |                        |  |  |                          |  |
|                           |                        | Carlo V d'Asburgo        | Filippo I di Castiglia   |  |  |       |  |  |                        |  |  |                          |  |
|                           |                        | Carlo V d'Asburgo        | Filippo I di Castiglia   |  |  |       |  |  |                        |  |  |                          |  |
|                           |                        | Carlo V d'Asburgo        | Giovanna di Castiglia    |  |  |       |  |  |                        |  |  |                          |  |
| Maria di Spagna           |                        | Carlo V d'Asburgo        |                          |  |  |       |  |  |                        |  |  |                          |  |
|                           |                        | Isabella del Portogallo  | Manuele I del Portogallo |  |  |       |  |  |                        |  |  |                          |  |
|                           |                        | Isabella del Portogallo  | Manuele I del Portogallo |  |  |       |  |  |                        |  |  |                          |  |
|                           |                        | Isabella del Portogallo  | Maria di Trastamara      |  |  |       |  |  |                        |  |  |                          |  |
|                           |                        | Isabella del Portogallo  |                          |  |  |       |  |  |                        |  |  |                          |  |

## Titoli e trattamento
- 21 novembre 1582 – 14 aprile 1598 Sua altezza reale l'infante Filippo
- 14 aprile 1598 – 31 marzo 1621 Sua maestà cattolica il re Filippo III
- Principe ereditario: 21 novembre 1582 - 14 aprile 1598
  - Principe di Girona come principe ereditario d'Aragona.
  - Principe delle Asturie come principe ereditario di Castiglia.
  - Principe di Viana come principe ereditario di Navarra.
  - Principe del Portogallo come principe ereditario di Portogallo.
- Re di Castiglia come Filippo III: 14 aprile 1598 - 31 marzo 1621
  - Re di Castiglia, di León, di Granada, di Toledo, di Galizia, di Siviglia, di Cordova, di Murcia, di Jaen, delle Algarves, di Algeciras, di Gibilterra, delle isole Canarie, delle Indie, isole e terraferma del Mare Oceano.[76] Signore di Molina.
  - Re di Navarra.
  - Signore di Biscaglia (Vizcaya).
- Re d'Aragona come Filippo II: 14 aprile 1598 - 31 marzo 1621
  - Re di Valencia.
  - Re di Maiorca.
  - Re di Sardegna, re di Corsica. Marchese di Oristano. Conte del Gocèano.
  - Re delle Due Sicilie.
    - Re di Napoli, di Gerusalemme.
    - Re di Sicilia. Duca di Atene, di Neopatria.

  - Conte di Barcellona, di Rossiglione, di Cerdanya.
- Re del Portogallo come Filippo II: 14 aprile 1598 - 31 marzo 1621
  - Re del Portogallo e dell'Algarve, di entrambi i lati del mare in Africa, Signore della Guinea e della Conquista, Navigazione e Commercio di Etiopia, Arabia, Persia e India, ecc.
- Titoli borgognoni: 14 aprile 1598 - 31 marzo 1621
  - Duca di Borgogna.
  - Conte Palatino di Borgogna, Conte di Charolais.
- Altri Titoli: 14 aprile 1598 - 31 marzo 1621
  - Duca di Milano.
  - Arciduca d'Austria.
  - Conte d'Asburgo, del Tirolo.
  - Re d'Ungheria, Dalmazia, Croazia.
  - Principe di Svevia.
  - Signore dello Stato dei Presidi.